# 浙江药科职业大学
浙江药科职业大学是位于中国浙江省宁波市的一所以医药类专业为主的本科层次职业学校。

## 沿革
浙江医药高等专科学校的前身是建立于1984年的浙江省医药学校。1999年，浙江省人民政府决定筹建浙江医药职业技术学院。2002年，教育部批复同意在浙江省医药学校的基础上建立浙江医药高等专科学校。2019年，学校奉化校区落成使用，面积为鄞州校区的2.5倍。调整改革前，浙江医药高等专科学校现拥有鄞州校区和奉化校区，就读学生8200余人。
2021年2月23日，浙江省教育厅发布公示，公布浙江海洋大学东海科学技术学院拟与浙江医药高等专科学校合并转设为公办普通高等学校浙江药学院（暂定名）。2021年5月17日，教育部发展规划司发布公示，拟同意浙江医药高等专科学校与浙江海洋大学东海科学技术学院转设为本科层次职业学校浙江药科职业大学。2021年10月15日，中华人民共和国教育部及浙江省人民政府批复同意，统筹浙江海洋大学东海科学技术学院、浙江医药高等专科学校办学资源，设置本科层次职业学校浙江药科职业大学。